# Río Sonoyta
El río Sonoyta es un río del desierto en la frontera de México y Estados Unidos, en los estados de Arizona y Sonora, se localiza en el extremo noroeste de la región en el gran Desierto de Altar, al Noroeste del estado de Sonora y corresponde a la Cuenca del río del mismo nombre; abarca el 9.0 por ciento de la superficie administrativa total del Organismo de Cuenca Noroeste. En el estado de Arizona al río se le conoce como río Bamóri o San Simón Wash. El río es de tierras bajas y manantial que sustenta importantes colecciones de aves ribereñas y migratorias, así como peces y tortugas nativas en peligro de extinción.
El río casi siempre está seco y corre solo cuando llueve en la zona; nace en el vecino estado estadounidense de Arizona casi en el límite norte del condado de Pima; la primera corriente de importancia recibe el nombre de Arroyo San Simón que irriga el "Valle de Quijotoa" con un curso general norte-sur; recibe después los afluentes llamados "Vamori-San Luis" y "Chukut", ya en el territorio sonorense bordea la sierra de "Los Escalones" cambiando de curso hacia el noroeste para enfilarse rumbo a la ciudad de Sonoyta, continuando con una trayectoria casi paralela con el límite fronterizo; al llegar al punto denominado "Cerro Blanco", la corriente se dirige hacia el suroeste drenando la parte poniente de la Sierra El Pinacate, cruza la Sierra de La Manteca localizada al este de Sonoyta y se dirige con una pendiente media de 0.35 % y una dirección preferencial NE-SW hasta "El Papalote", donde cambia abruptamente en el Cerro de La Nariz hacia el Sur hasta su desembocadura hasta entregar sus aguas al golfo de California cerca del Estero La Pinta, unos 20 kilómetros hacia el este de Puerto Peñasco.
Las corrientes secundarias de la zona que drena el Río Sonoyta, consisten en arroyos de régimen torrencial que forman un drenaje paralelo característico en la zona, excepto hacia la parte baja de la cuenca de la zona desértica, en donde existe un drenaje incipiente en algunos lugares y en otros es prácticamente nulo. Las venas del río están constituidas por gravas, arenas, limos y arcillas.
En 1978, la entonces Secretaria de Agricultura y Recursos Hidráulicos a través de la subdirección de Promoción y Programas, realizó un estudio denominado "Actualización del Estudio Geohidrológico del Río Sonoyta", que incluyó una superficie de 1,026 km²  y consistió principalmente en la evaluación del acuífero, sus condiciones de explotación, determinación del volumen aprovechable de aguas del subsuelo sin inducir efectos perjudiciales y las recomendaciones para su explotación futura.